# Hohenfried
Hohenfried ist ein Ortsteil der Gemeinde Feldkirchen-Westerham im oberbayerischen Landkreis Rosenheim. Die Einöde liegt auf einer Höhe von 570 m ü. NN nordwestlich des Ortsteils Feldkirchen und hat 16 Einwohner (Stand 31. Dezember 2004).

## Geschichte
Bereits 1752 findet sich ein Nachweis des Ortsteils.
Eine besondere Sehenswürdigkeit ist das Stollwerck-Mausoleum.
Koordinaten: 47° 55′ N, 11° 49′ O